# Giải quần vợt Úc Mở rộng 2017
Giải quần vợt Úc Mở rộng 2017 là một giải quần vợt được chơi ở sân Melbourne Park từ ngày 16 - 29 tháng 1 năm 2017. Đây là lần thứ 105 giải đấu được tổ chức, và là giải đấu Grand Slam đầu tiên trong năm. Giải đấu bao gồm các nội dung cho các tay vợt chuyên nghiệp trong các trận đấu đơn, đôi và đôi nam nữ. Các vận động viên trẻ và xe lăn được tham dự các trận đấu đơn và đôi. Cũng như những năm trước, giải đấu được tài trợ bởi Kia.
Novak Djokovic và Angelique Kerber là đương kim vô địch và cả hai đều thất bại trong việc bảo vệ chức vô địch; họ đã thua Denis Istomin và Coco Vandeweghe trong vòng hai và vòng bốn. Lần đầu tiên kể từ Giải quần vợt Pháp Mở rộng 2004, cả hạt giống số 1 đều bị loại ở trước tứ kết, với Andy Murray và Kerber đã bị đánh bại ở vòng bốn.
Roger Federer đã giành danh hiệu Grand Slam thứ 18 của nam khi đánh bại Rafael Nadal sau 5 set đấu. Đây là chức vô địch đầu tiên của anh kể từ Wimbledon 2012 và trận chung kết Giải quần vợt Úc Mở rộng 2009, mà Nadal đã thắng sau năm set. Serena Williams đã vượt qua chị gái Venus Williams trong trận chung kết, vượt qua Steffi Graf đẻ trở thành tay vợt có nhiều thắng lợi lớn nhất ở các trận đấu nữ trong Kỷ nguyên mở.

## Giải đấu

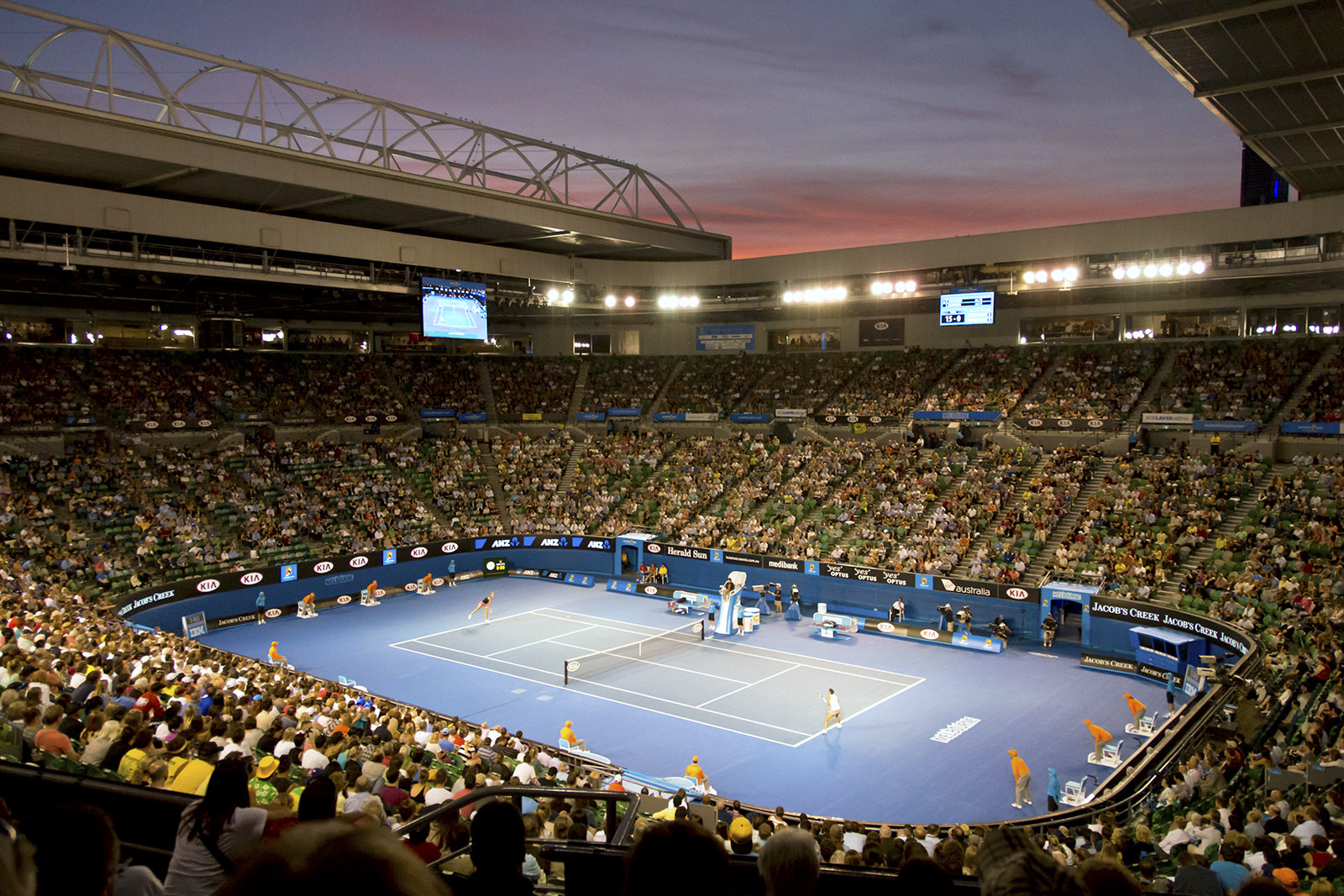
Rod Laver Arena là sân diễn ra trận chung kết Úc Mở rộng

Giải quần vợt Úc Mở rộng năm 2017 là lần thứ 105 và giải được tổ chức tại sân Melbourne Park ở Melbourne, Victoria, Úc.
Giải đấu được điều hành bởi Liên đoàn quần vợt quốc tế (ITF) và là một phần của ATP World Tour 2017 và WTA Tour 2017 theo lịch của thể loại Grand Slam. Giải đấu bao gồm các trận đấu đơn và đôi của nam và nữ cũng như nội dung đôi nam nữ. Giải cũng có các nội dung đơn và đôi dành cho các vận động viên nam trẻ và nữ trẻ (dưới 18 tuổi), là một phần của giải đấu loại A, và các nội dung đơn, đôi và quad dành cho các vận động viên nam và nữ quần vợt xe lăn và là một phần của NEC Tour dưới thể loại Grand Slam.
Giải đấu được chơi trên mặt sân cứng và diễn ra trên 25 sân, trong đó có 3 sân chính là: Rod Laver Arena, Hisense Arena và Margaret Court Arena.

## Phát sóng
Tại Úc, các trận đấu chính được chọn đã được phát sóng trực tiếp bởi kênh Seven Network. Phần lớn các trận đấu đã được chiếu trên kênh chính của kênh Channel Seven; tuy nhiên, trong suối các tin mới trên toàn quốc các trận đấu vào ban đêm ở Perth, phạm vi phủ sóng đã chuyển sang 7Two hoặc 7mate. Ngoài ra, mọi trận đấu cũng có sẵn để streamed thông qua một ứng dụng trên thiết bị di động của 7Tennis.
Trên bình diện quốc tế, Eurosport giữ bản quyền với châu Âu, phát trận đấu trên các kênh Eurosport 1, Eurosport 2 và Eurosport Player.

## Điểm và tiền thưởng

### Phân phối điểm
Dưới đây là thống kê điểm xếp hạng cho mỗi hạng mục.

#### Vận động viên chuyên nghiệp
| Sự kiện | VĐ   | CK   | BK  | TK  | 1/16 | 1/32 | 1/64 | 1/128 | Q  | Q3 | Q2 | Q1 |
| Đơn nam | 2000 | 1200 | 720 | 360 | 180  | 90   | 45   | 10    | 25 | 16 | 8  | 0  |
| Đôi nam | 2000 | 1200 | 720 | 360 | 180  | 90   | 0    | —     | —  | —  | —  | —  |
| Đơn nữ  | 2000 | 1300 | 780 | 430 | 240  | 130  | 70   | 10    | 40 | 30 | 20 | 2  |
| Đôi nữ  | 2000 | 1300 | 780 | 430 | 240  | 130  | 10   | —     | —  | —  | —  | —  |

| Sự kiện  | VĐ  | CK  | BK/thứ 3 | TK/thứ 4 |
| Đơn      | 800 | 500 | 375      | 100      |
| Đôi      | 800 | 500 | 100      | —        |
| Đơn quad | 800 | 500 | 100      | —        |
| Đôi quad | 800 | 100 | —        | —        |

| Sự kiện | VĐ  | CK  | BK  | TK  | 1/16 | 1/32 | Q  | Q3 |
| Đơn nam | 375 | 270 | 180 | 120 | 75   | 30   | 25 | 20 |
| Đơn nữ  | 375 | 270 | 180 | 120 | 75   | 30   | 25 | 20 |
| Đôi nam | 270 | 180 | 120 | 75  | 45   | —    | —  | —  |
| Đôi nữ  | 270 | 180 | 120 | 75  | 45   | —    | —  | —  |

### Tiền thưởng
Tổng sô tiền giải thưởng Úc Mở rộng cho năm 2017 đã tăng 14% lên mức kỷ lục 50,000,000 A$.
| Nội dung     | VĐ          | CK          | BK        | TK        | 1/16      | 1/32      | 1/64     | 1/1281   | Q3       | Q2       | Q1      |
| Đơn          | A$3,700,000 | A$1,900,000 | A$900,000 | A$440,000 | A$220,000 | A$130,000 | A$80,000 | A$50,000 | A$25,000 | A$12,500 | A$6,250 |
| Đôi *        | A$650,000   | A$325,000   | A$160,500 | A$80,000  | A$40,000  | A$23,000  | A$14,800 | —        | —        | —        | —       |
| Đôi nam nữ * | A$150,500   | A$75,500    | A$37,500  | A$18,750  | A$9,000   | A$4,500   | —        | —        | —        | —        | —       |

1Tiền thưởng vòng loại cũng là tiền thưởng vòng 128.

*mỗi đội

## Tóm tắt
Đơn nam
| Vô địch                    | Vô địch                    | Á quân                  | Á quân                   |
| -------------------------- | -------------------------- | ----------------------- | ------------------------ |
| Roger Federer [17]         | Roger Federer [17]         | Rafael Nadal [9]        | Rafael Nadal [9]         |
| Thua bán kết               |                            |                         |                          |
| Stan Wawrinka [4]          | Stan Wawrinka [4]          | Grigor Dimitrov [15]    | Grigor Dimitrov [15]     |
| Thua tứ kết                |                            |                         |                          |
| Mischa Zverev              | Jo-Wilfried Tsonga [12]    | Milos Raonic [3]        | David Goffin [11]        |
| Thua vòng bốn              |                            |                         |                          |
| Andy Murray [1]            | Kei Nishikori [5]          | Andreas Seppi           | Daniel Evans             |
| Gaël Monfils [6]           | Roberto Bautista Agut [13] | Dominic Thiem [8]       | Denis Istomin (WC)       |
| Thua vòng ba               |                            |                         |                          |
| Sam Querrey [31]           | Malek Jaziri               | Tomáš Berdych [10]      | Lukáš Lacko (Q)          |
| Viktor Troicki [29]        | Steve Darcis               | Jack Sock [23]          | Bernard Tomic [27]       |
| Philipp Kohlschreiber [32] | Alexander Zverev [24]      | David Ferrer [21]       | Gilles Simon [25]        |
| Benoît Paire               | Ivo Karlović [20]          | Richard Gasquet [18]    | Pablo Carreño Busta [30] |
| Thua vòng hai              |                            |                         |                          |
| Andrey Rublev (Q)          | Alex De Minaur (WC)        | John Isner [19]         | Alexander Bublik (Q)     |
| Ryan Harrison              | Noah Rubin (Q)             | Dudi Sela               | Jérémy Chardy            |
| Steve Johnson              | Paolo Lorenzi              | Diego Schwartzman       | Nick Kyrgios [14]        |
| Dušan Lajović              | Karen Khachanov            | Víctor Estrella Burgos  | Marin Čilić [7]          |
| Alexandr Dolgopolov        | Donald Young               | Frances Tiafoe (Q)      | Marcos Baghdatis         |
| Yoshihito Nishioka         | Ernesto Escobedo (Q)       | Rogério Dutra Silva     | Gilles Müller            |
| Jordan Thompson            | Fabio Fognini              | Andrew Whittington (WC) | Radek Štěpánek (Q)       |
| Chung Hyeon                | Carlos Berlocq             | Kyle Edmund             | Novak Djokovic [2]       |
| Thua vòng một              |                            |                         |                          |
| Illya Marchenko            | Lu Yen-hsun                | Gerald Melzer           | Quentin Halys (WC)       |
| Konstantin Kravchuk        | Guillermo García-López     | Go Soeda (Q)            | Lucas Pouille [16]       |
| Luca Vanni (Q)             | Nicolas Mahut              | Bjorn Fratangelo (Q)    | Jürgen Melzer (Q)        |
| Albert Ramos Viñolas [26]  | Marcel Granollers          | Nicolás Almagro         | Andrey Kuznetsov         |
| Martin Kližan              | Federico Delbonis          | James Duckworth         | Damir Džumhur            |
| Pablo Cuevas [22]          | Sam Groth (WC)             | Paul-Henri Mathieu      | Gastão Elias             |
| Thiago Monteiro            | Stéphane Robert            | Adrian Mannarino        | Pierre-Hugues Herbert    |
| Thomaz Bellucci            | Aljaž Bedene               | Facundo Bagnis          | Jerzy Janowicz (PR)      |
| Jiří Veselý                | Borna Ćorić                | Thomas Fabbiano (Q)     | Nikoloz Basilashvili     |
| Robin Haase                | Mikhail Kukushkin          | Mikhail Youzhny         | Florian Mayer            |
| Guido Pella                | Alex Bolt (Q)              | Daniil Medvedev         | Omar Jasika (WC)         |
| Michael Mmoh (WC)          | Jared Donaldson            | Taylor Fritz            | Dustin Brown             |
| Jan-Lennard Struff         | João Sousa                 | Tommy Haas (PR)         | Feliciano López [28]     |
| Horacio Zeballos           | Adam Pavlásek              | Dmitry Tursunov (PR)    | Reilly Opelka (Q)        |
| Christopher O'Connell (WC) | Renzo Olivo                | Radu Albot              | Blake Mott (Q)           |
| Peter Polansky (LL)        | Santiago Giraldo           | Ivan Dodig (Q)          | Fernando Verdasco        |

Giải quần vợt Úc Mở rộng 2017 - Đơn nữ
| Vô địch                   | Vô địch                       | Á quân                  | Á quân                    |
| ------------------------- | ----------------------------- | ----------------------- | ------------------------- |
| Serena Williams [2]       | Serena Williams [2]           | Venus Williams [13]     | Venus Williams [13]       |
| Thau bán kết              |                               |                         |                           |
| Coco Vandeweghe           | Coco Vandeweghe               | Mirjana Lučić-Baroni    | Mirjana Lučić-Baroni      |
| Thua tứ kết               |                               |                         |                           |
| Garbiñe Muguruza [7]      | Anastasia Pavlyuchenkova [24] | Karolína Plíšková [5]   | Johanna Konta [9]         |
| Thua vòng bốn             |                               |                         |                           |
| Angelique Kerber [1]      | Sorana Cîrstea                | Mona Barthel (Q)        | Svetlana Kuznetsova [8]   |
| Daria Gavrilova [22]      | Jennifer Brady (Q)            | Ekaterina Makarova [30] | Barbora Strýcová [16]     |
| Thua vòng ba              |                               |                         |                           |
| Kristýna Plíšková         | Eugenie Bouchard              | Alison Riske            | Anastasija Sevastova [32] |
| Ashleigh Barty (WC)       | Duan Yingying                 | Elina Svitolina [11]    | Jelena Janković           |
| Jeļena Ostapenko          | Timea Bacsinszky [12]         | Elena Vesnina [14]      | Maria Sakkari             |
| Dominika Cibulková [6]    | Caroline Wozniacki [17]       | Caroline Garcia [21]    | Nicole Gibbs              |
| Thua vòng hai             |                               |                         |                           |
| Carina Witthöft           | Irina-Camelia Begu [27]       | Peng Shuai              | Pauline Parmentier        |
| Carla Suárez Navarro [10] | Zhang Shuai [20]              | Kristína Kučová         | Samantha Crawford         |
| Shelby Rogers             | Monica Puig [29]              | Varvara Lepchenko       | Stefanie Vögele (Q)       |
| Julia Boserup (Q)         | Natalia Vikhlyantseva (Q)     | Julia Görges            | Jaimee Fourlis (WC)       |
| Anna Blinkova (Q)         | Yulia Putintseva [31]         | Ana Konjuh              | Danka Kovinić             |
| Mandy Minella             | Heather Watson                | Alizé Cornet [28]       | Agnieszka Radwańska [3]   |
| Hsieh Su-wei              | Sara Errani                   | Donna Vekić             | Naomi Osaka               |
| Andrea Petkovic           | Océane Dodin                  | Irina Falconi           | Lucie Šafářová            |
| Thua vòng một             |                               |                         |                           |
| Lesia Tsurenko            | Eri Hozumi (Q)                | Viktorija Golubic       | Yaroslava Shvedova        |
| Daria Kasatkina [23]      | Louisa Chirico                | Misaki Doi              | Roberta Vinci [15]        |
| Jana Čepelová             | Irina Khromacheva             | Madison Brengle         | Aliaksandra Sasnovich (Q) |
| Nao Hibino                | Christina McHale              | Lauren Davis            | Marina Erakovic           |
| Simona Halep [4]          | Annika Beck                   | Destanee Aiava (WC)     | Patricia Maria Țig        |
| Kiki Bertens [19]         | Rebecca Šramková (Q)          | Kurumi Nara             | Kateryna Kozlova          |
| Galina Voskoboeva (PR)    | Francesca Schiavone           | Vania King              | Evgeniya Rodina           |
| Laura Siegemund [26]      | Kateřina Siniaková            | Anna Tatishvili (PR)    | Mariana Duque Mariño      |
| Sara Sorribes Tormo       | Monica Niculescu              | Zhu Lin (Q)             | Lara Arruabarrena         |
| Naomi Broady              | Kristina Mladenovic           | Zheng Saisai            | Camila Giorgi             |
| Ana Bogdan (Q)            | Magda Linette                 | Maryna Zanevska (LL)    | Samantha Stosur [18]      |
| Myrtille Georges (WC)     | Anett Kontaveit               | Wang Qiang              | Tsvetana Pironkova        |
| Denisa Allertová          | Karin Knapp (PR)              | Risa Ozaki              | Ekaterina Alexandrova     |
| Arina Rodionova (WC)      | Lizette Cabrera (WC)          | Luksika Kumkhum (WC)    | Kirsten Flipkens          |
| Elizaveta Kulichkova (Q)  | Kayla Day (WC)                | Çağla Büyükakçay        | Kateryna Bondarenko       |
| Tímea Babos [25]          | Han Xinyun                    | Yanina Wickmayer        | Belinda Bencic            |

## Nhà vô địch

### Chuyên nghiệp

#### Đơn nam
- Roger Federer đánh bại  Rafael Nadal, 6–4, 3–6, 6–1, 3–6, 6–3

#### Đơn nữ
- Serena Williams đánh bại  Venus Williams, 6–4, 6–4

#### Đôi nam
- Henri Kontinen /  John Peers đánh bại  Bob Bryan /  Mike Bryan, 7–5, 7–5

#### Đôi nữ
- Bethanie Mattek-Sands /  Lucie Šafářová defeated  Andrea Hlaváčková /  Peng Shuai, 6–7(4–7), 6–3, 6–3

#### Đôi hỗn hợp
- Abigail Spears /  Juan Sebastián Cabal đánh bại  Sania Mirza /  Ivan Dodig, 6–2, 6–4

### Trẻ

#### Đơn nam trẻ
- Zsombor Piros đánh bại  Yshai Oliel, 4–6, 6–4, 6–3

#### Đơn nữ trẻ
- Marta Kostyuk đánh bại  Rebeka Masarova, 7–5, 1–6, 6–4

#### Đôi nam trẻ
- Hsu Yu-hsiou /  Zhao Lingxi đánh bại  Finn Reynolds /  Duarte Vale, 6–7(8–10), 6–4, [10–5]

#### Đôi nữ trẻ
- Bianca Andreescu /  Carson Branstine đánh bại  Maja Chwalińska /  Iga Świątek, 6–1, 7–6(7–4)

### Nội dung xe lăn

#### Đơn nam xe lăn
- Gustavo Fernández defeated  Nicolas Peifer, 3–6, 6–2, 6–0

#### Đơn nữ xe lăn
- Yui Kamiji defeated  Jiske Griffioen, 6–7(2–7), 6–3, 6–3

#### Đơn xe lăn Quad
- Dylan Alcott defeated  Andrew Lapthorne, 6–2, 6–2

#### Đôi nam xe lăn
- Joachim Gérard /  Gordon Reid defeated  Gustavo Fernández /  Alfie Hewett, 6–3, 3–6, [10–3]

#### Đôi nữ xe lăn
- Jiske Griffioen /  Aniek van Koot defeated  Diede de Groot /  Yui Kamiji, 6–3, 6–2

#### Wheelchair Quad Doubles
- Andrew Lapthorne /  David Wagner defeated  Dylan Alcott /  Heath Davidson, 6–3, 6–3

## Rút lui
| Đơn nam - Nicolás Almagro - Tommy Haas - Peter Polansky - Luca Vanni - Mikhail Youzhny | Đơn nữ - Sara Errani - Nao Hibino - Karin Knapp |